# Mourad Amara
Mourad Amara (19 de fevereiro de 1959) é um ex-futebolista argelino. Ele competiu na Copa do Mundo FIFA de 1982, sediada na Espanha, na qual a seleção de seu país terminou na 13º colocação dentre os 24 participantes. Em toda sua carreira so jogou pelo clube argelino,Jeunesse Sportive de Kabylie entre 1977 e 1992.